# Diogo I av Kongo
Diogo I av Kongo, död 1561, var kung av Kongo mellan 1545 och 1561.